# Lobmingtal
Lobmingtal osztrák község Stájerország Mura-völgyi járásában. 2017 januárjában 1842 lakosa volt.   

## Elhelyezkedése

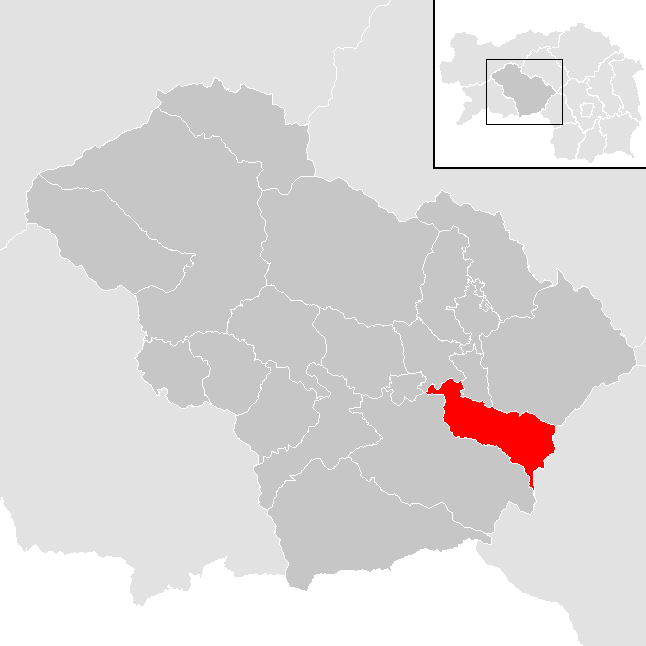
Lobmingtal a Mura-völgyi járásban

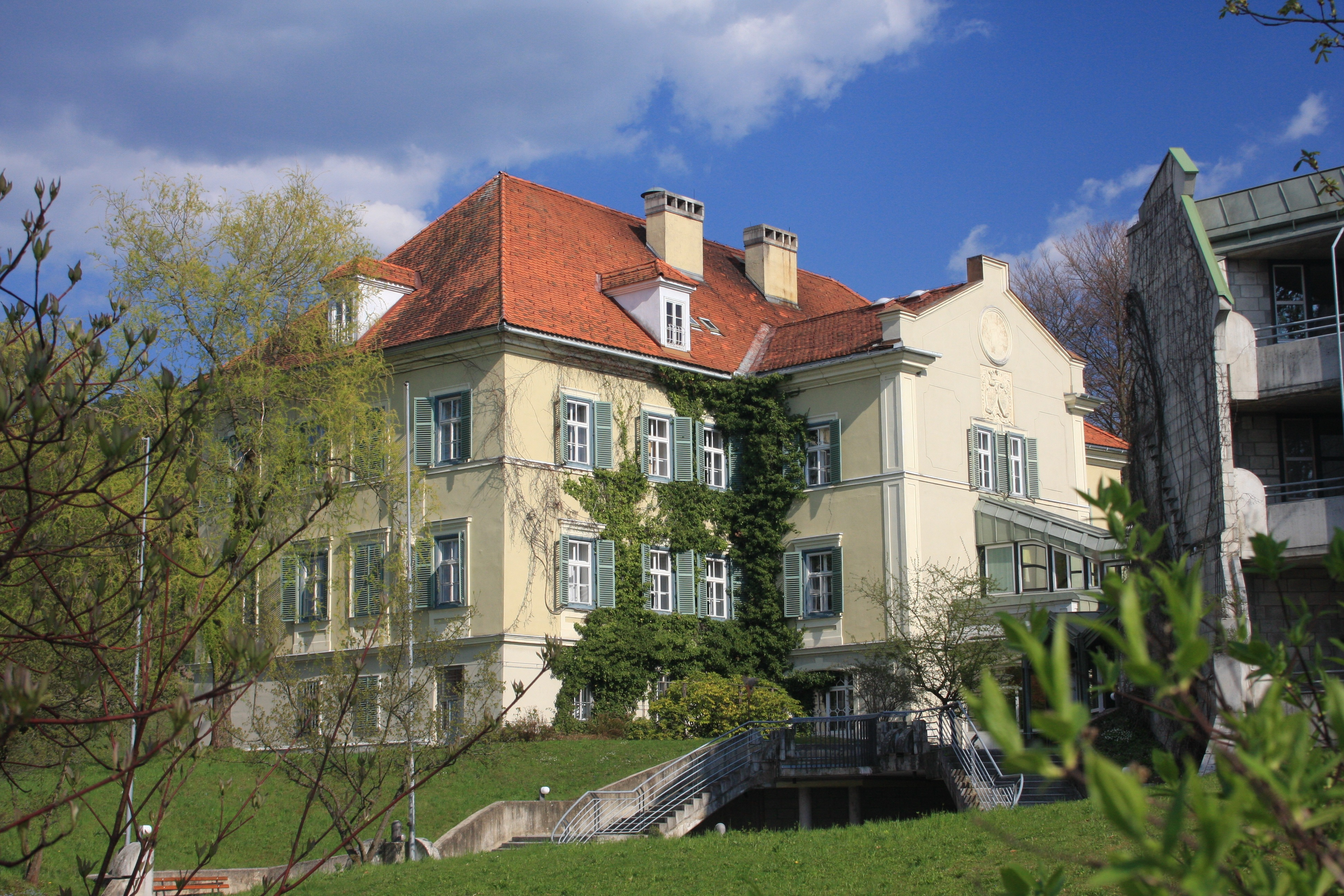
A großlobmingi kastély

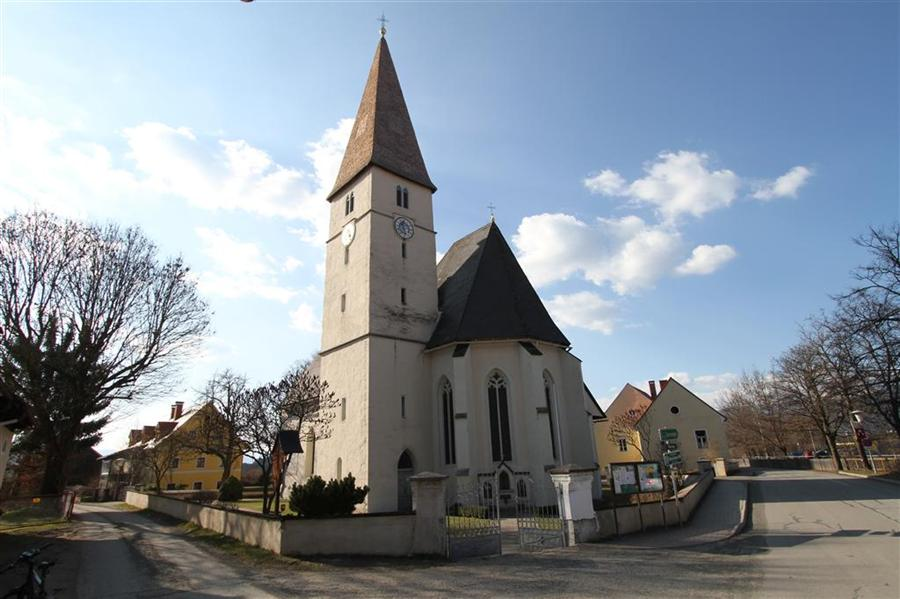
A Szt. Lambert-templom

Lobmingtal Felső-Stájerországban fekszik, az Aichfeld-medence délkeleti peremén, részben a Gleinalpe hegyeiben. Az önkormányzat három települése a Lobmingbach patak völgyében helyezkedik el, közülük a legnagyobb, Großlobming ott ahol a patak a Murába torkollik. Területének északi határát a Mura alkotja. Az önkormányzathoz 3 falu (mindegyik a saját katasztrális községében) tartozik: Großlobming (1192 lakos), Mitterlobming (241 lakos) és Kleinlobming (370 lakos).
A környező önkormányzatok: délnyugatra Weißkirchen in Steiermark, északnyugatra Spielberg, északra Knittelfeld, északkeletre Sankt Margarethen bei Knittelfeld, délkeletre Maria Lankowitz. 

## Története
Az önkormányzat a 2015-ös stájerországi közigazgatási reform során jött létre Großlobming és Kleinlobming községek összevonásával. Az egyesített község ekkor a Großlobming nevet viselte, amelyet 2016-ban Lobmingtalra változtattak.
A Lobming nevet először a salzburgi érsekség egyik oklevele említi 927-ben. A falu tulajdonosa, a lovagi rangú von Lobming-család első képviselője 1149-ben tűnnek fel a dokumentumokban. A család Altlobming várában élt. A nemzetség kihalása után II. Frigyes császár Wolfgang Zachnak adományozta a birtokot. Utána egy ideig a Praunfalk-nemzetségé volt, majd 1499-ben eladták Hans és Erasmus von Saurau unokatestvéreknek. 1730-ban Siegmund Welfersheim gróf vette meg, majd 1755-ben a felső-ausztriai pyhrni apátsághoz került amely azonnal eladta Franz Josef Wurmbrand grófnak.
A Wurmbrandok 1827-ben csődbe mentek, és a großlobmingi birtokot Josef Sessler vásárolta meg, akinek utóda Viktor 1866-ban kapott nemességet. A kastélyt a család leszármazottai 1979-ben eladták a stájerországi kormányzatnak, hogy mezőgazdasági főiskolát létesítsenek benne.

## Lakosság
A lobmingtali önkormányzat területén 2017 januárjában 1842 fő élt. A lakosságszám 1961 óta (akkor 1413 lakos) növekvő tendenciát mutat. 2015-ben a helybeliek 96,4%-a volt osztrák állampolgár; a külföldiek közül 0,3% a régi (2004 előtti), 2,8% az új EU-tagállamokból érkezett. 0,4% a volt Jugoszlávia (Szlovénia és Horvátország nélkül) vagy Törökország, 0,1% egyéb országok polgára. 2001-ben Großlobmingban a lakosok 86%-a római katolikusnak, 2,2% evangélikusnak, 10,1% pedig felekezet nélkülinek vallotta magát. Ugyanekkor egy magyar élt a községben.

## Látnivalók

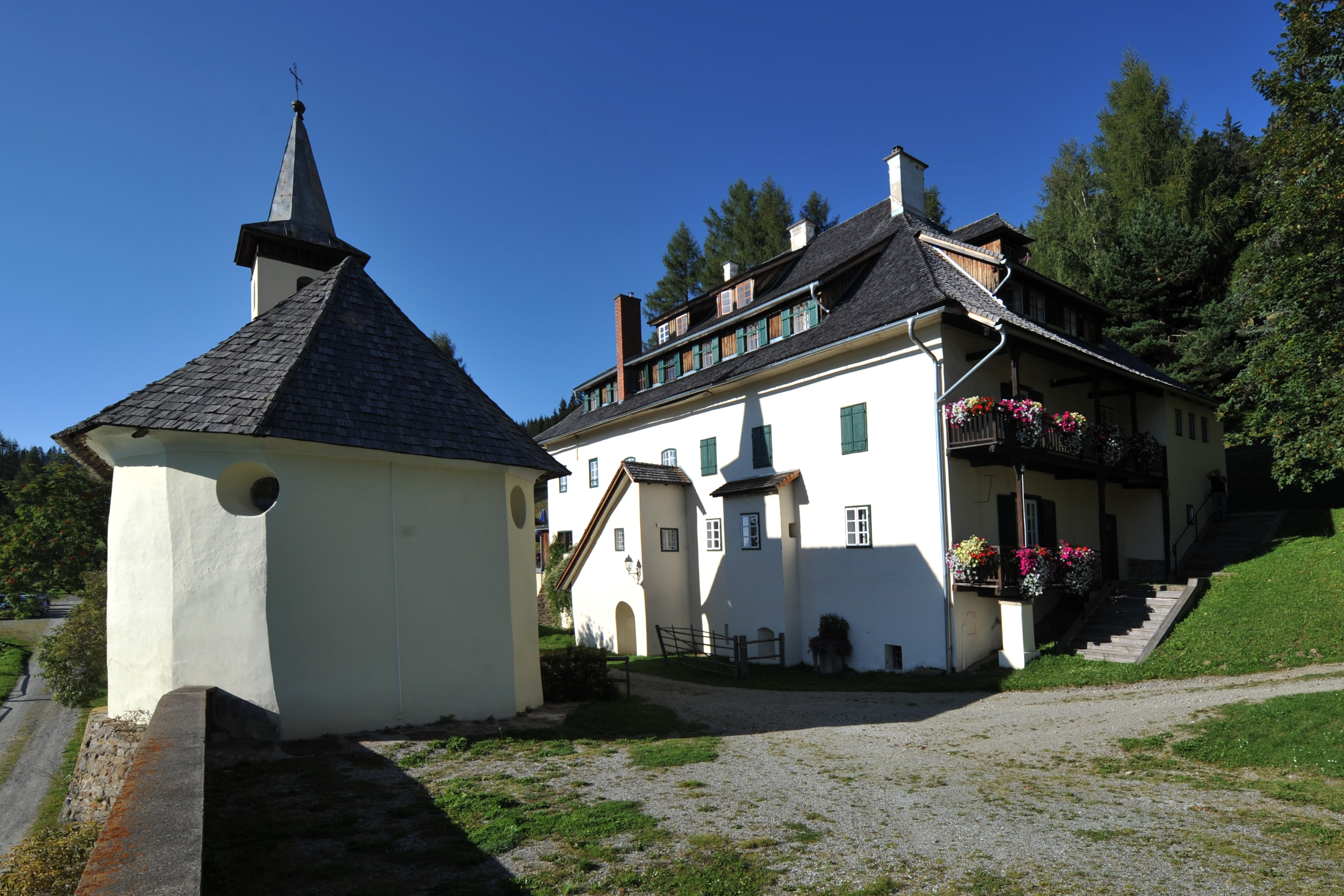
A Stüblergut

- a großlobmingi kastélyt a 14. században alapították. Mai formáját 1777-1779 között nyerte el, bár a 19. században nagyobb módosításokat ejtettek rajta. Ma mezőgazdasági és táplálkozástudományi főiskola működik benne.
- Großlobming Szt. Lambert-plébániatemploma
- Kleinlibming Szt. Tamás-templomát először 1242-ben említik. Egy része román stílusú, 1919-ben egy tűzvész után nagyrészt újjá kellett építeni
- a Stüblergut szálloda helyén már 1420-ban is állt egy betegszállásként is funkcionáló fogadó. Ma a műemlék szállodaépületen kívül egy 1684-ben felszentelt Szt. Rókus és Sebestyén-kápolna tartozik hozzá.

## Fordítás
- Ez a szócikk részben vagy egészben  a   Lobmingtal című német Wikipédia-szócikk ezen változatának fordításán alapul.  Az eredeti cikk szerkesztőit annak laptörténete sorolja fel. Ez a jelzés csupán a megfogalmazás eredetét és a szerzői jogokat jelzi, nem szolgál a cikkben szereplő információk forrásmegjelöléseként.